# Kanton Barlin
Kanton Barlin (francouzsky Canton de Barlin) byl francouzský kanton v departementu Pas-de-Calais v regionu Nord-Pas-de-Calais. Tvořilo ho osm obcí. Zrušen byl po reformě kantonů 2014.

## Obce kantonu
- Barlin
- Drouvin-le-Marais
- Gosnay
- Haillicourt
- Hesdigneul-lès-Béthune
- Houchin
- Ruitz
- Vaudricourt